# Четири шпанска комада
Четири шпанска комада (шп. Cuatro piezas españolas) је назив композиције за клавир шпанског композитора Мануела де Фаље.
Мануел де Фаља је почео да компонује Четири шпанска комада 1906. године у Шпанији. Дело је завршио 1908. у Паризу. Сва четири комада су заснована на шпанским регионалним плесовима и песмама и евоцирају одређену шпанску област. Посвећена су Исаку Албенизу. Премијерно их је извео Рикардо Вињес у Société Nationale de Musique 27. марта 1909. године. Њихово објављивање у угледној издавачкој кући Диран, на препоруку француских композитора Пола Дикаа, Клода Дебисија и Мориса Равела, представља композиторов први велики успех.

## Ставови
1. Aragonesa
2. Cubana
3. Montañesa
4. Andaluza

Извођење дела траје око 15 минута.